# الکس لاوتر
الکس لاوتر (انگلیسی: Alex Lawther؛ زادهٔ ۴ مهٔ ۱۹۹۵) یک هنرپیشه اهل بریتانیا است.
از فیلم‌ها یا برنامه‌های تلویزیونی که وی در آن نقش داشته‌است می‌توان به آینه سیاه، بازی تقلید، نمایش عجیب و غریب و پایان دنیای لعنتی اشاره کرد. او برای ایفای نقش آلن تورینگ در فیلم بازی تقلید برنده جایزه بازیگر جوان بریتانیایی سال حلقه منتقدان فیلم لندن شد.

## اوایل زندگی
او در پیترسفیلد یه دنیا آمد. او کوچکترین و سومین فرزند خانواده است. به گفته خودش آرزویش برای بازیگر شدن از کودکی آغاز شد؛ زمانی که برای سرگرمی، برای خودش بازی می‌ساخت. پدر و مادرش هردو در زمینه حقوق کار می‌کنند. برادر بزرگترش، کامرون لاوتر تهیه‌کننده فیلم است و خواهر بزرگترش، الی لاوتر نیز در زمینه سیاست‌گذاری عمومی فعالیت می‌کند. در سال ۲۰۱۰ او و برادرش برای ساخت فیلم ترس بایکدیگر همکاری کردند.
او در تئاتر ملی جوانان بریتانیای کبیر آموزش بازیگری دیده‌است.

## فعالیت‌های شغلی
فعالیت لاوتر به عنوان بازیگر حرفه‌ای در ۱۶ سالگی و با بازی در نمایشنامه سقوط جنوب دیوید هر در جشنواره تئاتر چیچستر آغاز شد. او در سال ۲۰۱۵ برای ایفای نقش آلن تورینگ در فیلم بازی تقلید برنده جایزه بازیگر جوان بریتانیایی سال حلقه منتقدان فیلم لندن شد. در سال ۲۰۱۵ در فیلم X+Y بازی کرد. در سال ۲۰۱۶ به عنوان بازیگر نقش اول در فیلم کوچ (به انگلیسی: Departure) بازی کرد.
در سال ۲۰۱۶ در به عنوان بازیگر نقش اصلی در خفه شو و برقص، سومین قسمت از فصل سوم سریال بریتانیایی علمی–تخیلی آینه سیاه، ایفای نقش کرد. در سال ۲۰۱۷ در فیلم پایان دنیای لعنتی بازی کرد.
او در فیلم مترجمان نیز بازی کرده‌است.